# Аксёненко, Николай Емельянович
Никола́й Емелья́нович Аксёненко (15 марта 1949, Новоалександровка, Мошковский район, Новосибирская область — 20 июля 2005, Мюнхен) — российский государственный деятель, первый заместитель Председателя Правительства Российской Федерации в 1999—2000, министр путей сообщения в 1997—2002 годах (с перерывом в мае-сентябре 1999).

## Биография
Родился 15 марта 1949 года в селе Новоалександровка Мошковского района Новосибирской области в многодетной семье помощника машиниста. Мать Аксёненко занималась хозяйством. Николай был самым младшим, 13-м ребёнком. В 1951 году семья переехала в Мошково.
В школу пошёл в шесть лет, поскольку к тому времени умел хорошо читать и писать. В юности занимался боксом в тяжёлом весе и футболом.
По окончании школы в 1966 году пытался поступить в Новосибирский электротехнический институт, но не прошёл вступительные испытания. В течение года трудился слесарем-сборщиком Новосибирского авиационного завода имени Чкалова. В 1967 году поступил в Новосибирский институт инженеров железнодорожного транспорта на специальность «инженер путей сообщения по эксплуатации железных дорог». В институте курировал спортивно-массовую работу, там же познакомился с будущей женой.
В 1969 году вступил в КПСС.

### Работа на железной дороге
В 1972 году окончил институт и поступил на работу дежурным по станциям Вихоревка и Нижнеудинск Восточно-Сибирской железной дороги.
В 1974 году был назначен начальником станции Азей Восточно-Сибирской железной дороги.
С 1978 по 1979 год — заместитель начальника станции Отрожка Юго-Восточной железной дороги.
С 1979 года работал заместителем начальника, позднее — начальником отдела движения Воронежского отделения Юго-Восточной железной дороги, заместителем начальника службы движения той же дороги.
В 1984 году перевёлся на Октябрьскую железную дорогу, где занимал должности заместителя начальника Мурманского отделения (до 1985 года), начальника Ленинград-Финляндского отделения (до 1986 года), заместителя начальника дороги (с 1986 по 1991), главного экономиста, первого заместителя начальника Октябрьской железной дороги.
В 1990 году окончил Академию народного хозяйства.

### Работа в Министерстве путей сообщения
В 1994—1996 годах — занимал пост заместителя министра, с 1996 года — первого заместителя министра, с 15 апреля 1997 года — министра путей сообщения России. В период его работы была создана комиссия по регулированию тарифов, достроена железная дорога Кизляр — Кизилюрт, налажено транзитное сообщение через территорию России, создана телекоммуникационная компания «ТрансТелеКом». В то же время при нём в Московской области прокатилась волна закрытий малодеятельных тупиковых ответвлений (Панки — Дзержинский, частично сохранено грузовое движение; Мытищи — Пирогово, демонтирована к лету 2001 года; Лесной Городок — Аэропорт Внуково, восстановлена в рамках пуска аэроэкспресса в 2004 году). В 1998 году постановлением Правительства РФ была утверждена «Концепция структурной реформы федерального железнодорожного транспорта», в которой были определены основные задачи и цели перестройки отрасли.

### Назначение вице-премьером
19 мая 1999 года Аксёненко был назначен первым заместителем Председателя Правительства Российской Федерации в составе кабинета Сергея Степашина. Ранее рассматривался Борисом Ельциным как кандидат на премьерский пост, о чём спикер Думы Геннадий Селезнёв успел объявить публично, но в конечном счёте в Думу была внесена кандидатура Степашина.

Аксёненко активно лоббировался Татьяной Дьяченко, Абрамовичем и Мамутом. Был момент, когда Ельцин позвонил Селезневу (17 мая 1999 года) и сказал, что в Думу вносится кандидатура Аксёненко, о чём думский спикер и объявил на пленарном заседании. Все тогда зашумели, потому что на премьерский пост была уже внесена кандидатура Степашина. На что Селезнев ответил: «Я же утром мыл уши».
А было так. Татьяна зашла к отцу, и при ней Ельцин действительно позвонил Селезневу. Когда же она вышла, то Борис Николаевич послал адъютанта забрать указ на Аксёненко, который сам при Татьяне подписал и отправил в Думу. Говорят, что, ещё не зная этого, Татьяна Борисовна позвонила Аксёненко и сказала, чтобы тот открывал шампанское.
Аксёненко не позволили стать президентом обстоятельства: против него серьёзно выступала чубайсовская группа. Ельцин же не мог допустить раскола во власти, а потому в конце концов нашёл компромиссную фигуру в лице Путина.
— Источник из администрации Президента РФ
Одновременно с назначением вице-премьером был освобождён от должности министра путей сообщения.
16 сентября 1999 года вновь назначен министром путей сообщения в кабинете Владимира Путина, сохранив за собой должность первого вице-премьера.
С 31 мая 1999 по 18 января 2000 года возглавлял Комиссию Правительства РФ по оперативным вопросам.
В сентябре 1999 года исполнял обязанности Председателя Правительства РФ во время поездки Владимира Путина в Новую Зеландию.
10 января 2000 года, через 10 дней после отставки Бориса Ельцина, покинул пост вице-премьера, оставшись только министром. Согласно некоторым источникам, ему был предложено остаться лишь на одной из занимаемых должностей, и он выбрал министерскую.

Я не олигарх, а государственный служащий, который постоянно чувствует ответственность за безопасность людей, за развитие системы путей сообщения. За то, чтобы людям было доступно и комфортно пользоваться железными дорогами.

Могила Аксёненко на Никольском кладбище Александро-Невской лавры Санкт-Петербурга.

— Николай Аксёненко, октябрь 2000 года

## Уголовное дело
19 октября 2001 года Аксёненко был вызван в генеральную прокуратуру, где ему было предъявлено обвинение в превышении должностных полномочий и нецелевом использовании прибыли железнодорожных предприятий.
Дело Аксёненко основано на проверке Счётной палаты, результаты которой были обнародованы в июне 2001 года. Как утверждали аудиторы, руководство МПС отвлекало деньги от инвестпрограммы министерства, чтобы покупать себе квартиры по 400—800 тыс. $. Также, по версии Счётной палаты, немалая часть балансовой прибыли отрасли оказывалась на счетах многочисленных целевых фондов; часть нарушений была связана с деятельностью железнодорожных ГУПов.
23 октября Генеральная прокуратура изменила в своём обвинении пункт 2 на пункт 3 статьи 286, также новое обвинение содержало пункт 3 статьи 160 УК РФ. Двумя днями позже Аксёненко взял отпуск до 7 декабря.
31 октября представители Генпрокуратуры сообщили, что в результате противоправных действий Аксёненко государству был нанесён ущерб более чем в 11 миллиардов рублей.
3 января 2002 года премьер-министр Михаил Касьянов во время встречи с президентом Путиным выступил с предложением об освобождении Аксёненко от должности министра путей сообщения. В тот же день президентом был подписан соответствующий указ, а Аксёненко, в свою очередь, сам подал заявление об уходе с поста министра, мотивировав свои действия тем, что его отставка создаст более благоприятные условия для работы отрасли. Он также заявил, что морально ответственен за возникшие в подведомственной ему сфере проблемы.
6 октября 2003 года адвокат Аксёненко Галина Крылова обратилась в Генпрокуратуру с ходатайством о выдаче подзащитному разрешения временно покинуть пределы России для прохождения обследования и курса лечения в одной из зарубежных клиник (Аксёненко страдал лейкозом крови). Через три дня с него сняли подписку о невыезде и разрешили выехать за границу, но «в обмен» он подписал протокол отказа от дальнейшего ознакомления с делом.
13 октября 2003 года Генеральная прокуратура передала дело в отношении Аксёненко в суд. Однако судопроизводство фактически не велось.
15 апреля 2005 года Президиум Верховного суда обязал президиум Мосгорсуда «возбудить надзорное производство». Но это решение принято не было.

## Смерть
Николай Аксёненко умер 20 июля 2005 года в мюнхенской клинике Гросс-Хадерн от лейкемии. Похоронен в Санкт-Петербурге на Никольском кладбище Александро-Невской лавры.

## Семья
Был женат. Жена — Галина Сияровна Аксёненко (род. в 1949 году).
Сын — Рустам Николаевич Аксёненко (род. 29 июля 1974 года) — окончил Санкт-Петербургскую инженерно-экономическую академию и университет Уэбстера в Женеве. Экономист, акционер различных транспортных компаний. Основатель частной инвестиционной компании «Финартис». Проживает в Швейцарии. Женат на дочери бывшего председателя комитета по хлебопродуктам России Леонида Чешинского. В 2005 году получил эстонское гражданство за особые заслуги перед страной.
Дочь — Олеся Николаевна Аксёненко (род. в 1977 году) — окончила Санкт-Петербургскую инженерно-экономическую академию, обучалась в Великобритании.

## Награды
- Орден «За заслуги перед Отечеством» III степени (13 марта 1999) — за заслуги перед государством и большой вклад в развитие железнодорожного транспорта[7]
- Почётный железнодорожник
- Почётная грамота Правительства Российской Федерации (15 марта 1999) — за большой личный вклад в развитие железнодорожного транспорта страны и многолетний добросовестный труд

## Увековечение памяти
- Именем Н. Е. Аксёненко в 2006 году названа привокзальная площадь станции Мошково на Транссибирской магистрали.
- В 2013 году в Крыму на заводе «Южный Севастополь» построен новый двухпалубный автомобильно-пассажирский паром «Николай Аксёненко». С декабря 2013 года паром работает на маршруте Кубань — Крым через Керченский пролив[8].